# Bella Lodi
Pour les articles homonymes, voir Lodi (homonymie).

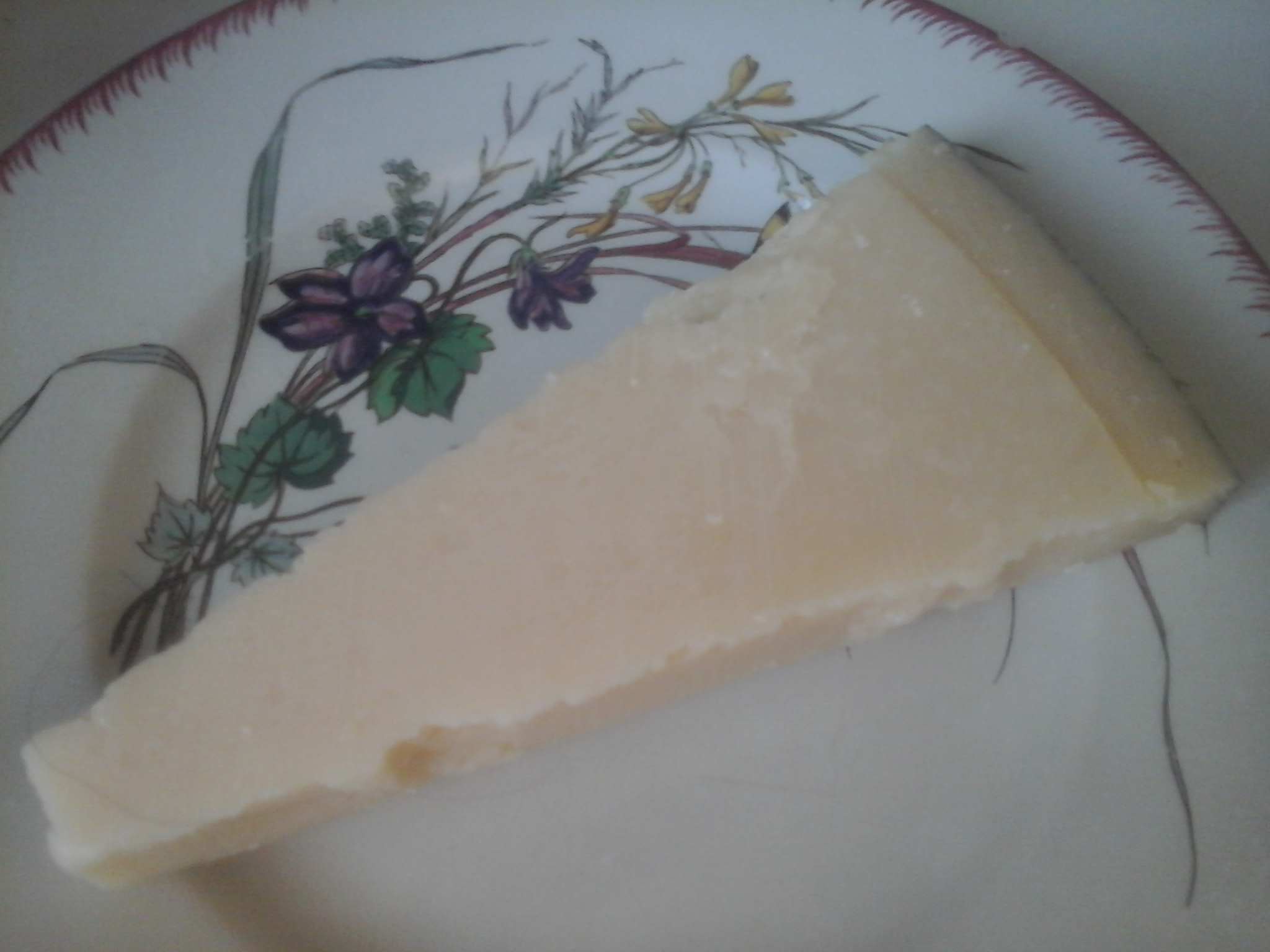
Portion de Bella Lodi.

Le Bella Lodi est un fromage italien originaire de la région de Lodi, en Lombardie. Il est surnommé  le « parmesan noir » à cause de sa croûte noire typique, auquel il est apparenté. Il se présente en grandes meules à la croûte noire qui peuvent être vendues en portions, en copeaux, râpé, ou en raspadura (feuilles très fines). Le Bella Lodi classique est produit uniquement dans le parc de l'Adda méridional. 
Ce fromage au lait de vache non pasteurisé, uniquement issu de la région de Lodi, mûrit pendant dix-huit mois, ce qui lui permet de développer cette texture unique, plutôt sèche, sa couleur crème clair et ses arômes. C'est un fromage peu salé et particulièrement peu gras puisque la matière grasse ne s'élève qu'à 28 pour cent à la texture légèrement granuleuse ; ce fromage est élaboré sans lactose.